# Luce (Minnesota)
Luce ist ein gemeindefreies Gebiet (Unincorporated Community) im Otter Tail County in Minnesota, Vereinigte Staaten.

## Geschichte
Luce wurde 1884 an der Northern Pacific Railroad gegründet. Nachbarorte sind Perham (10 km südöstlich), Frazee (8,5 km nordwestlich) und Vergas (12,5 km westlich).
Zu erreichen ist das Gebiet über den vierspurigen U.S. Highway 10, die Minnesota State Route 228 und den County Highway 60.